# Nikolaus II. Esterházy de Galantha

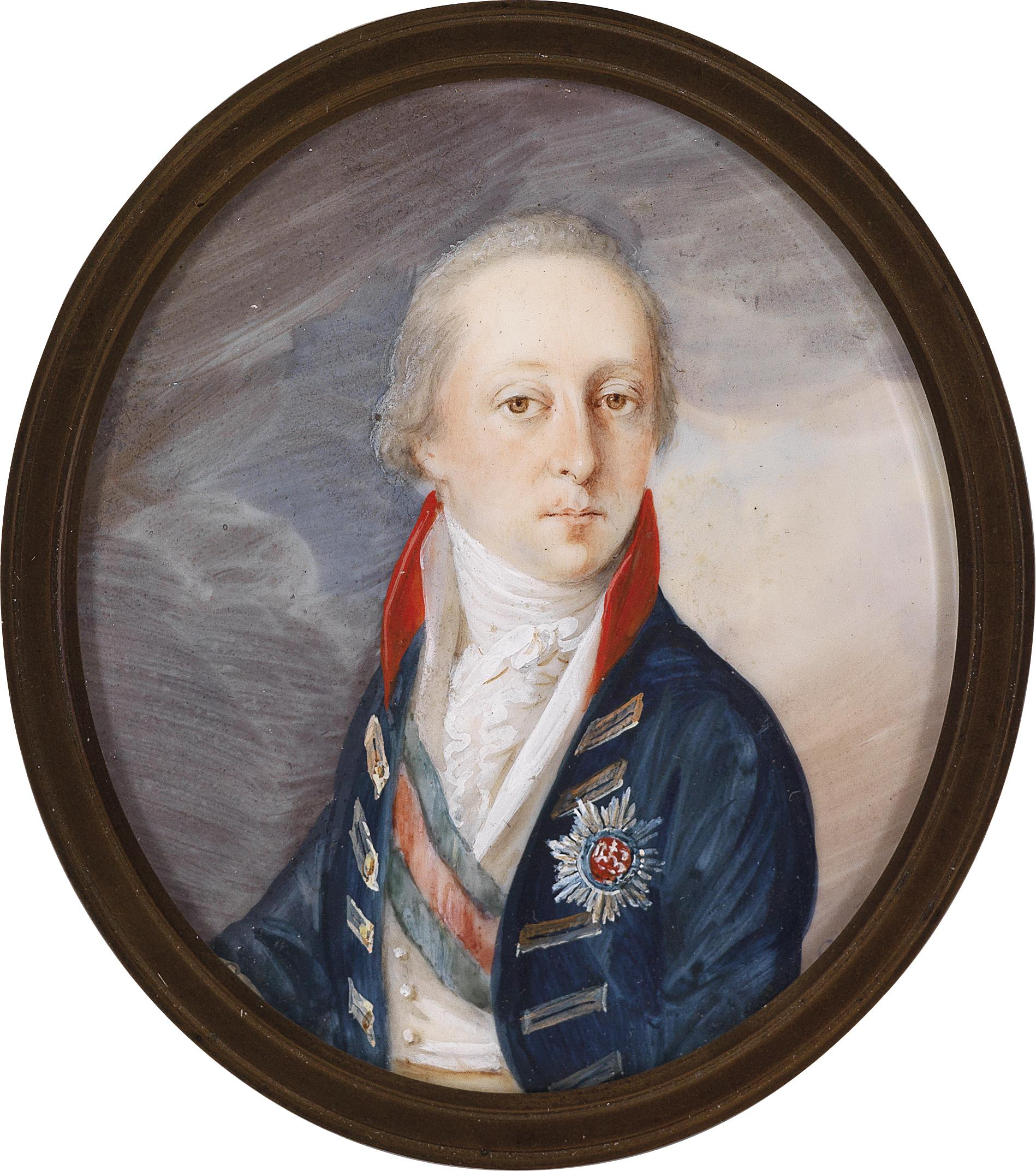
Nikolaus II. Esterházy (Miniaturbild von Joseph Lancedelli, 1803)

Fürst Nikolaus II. Esterházy de Galantha (* 12. Dezember 1765 in Wien; † 25. November 1833 in Como) war ein ungarischer Graf (Comes de Fraknó) aus dem fürstlichen Zweig der Familie Esterházy, seit 1794 Chef des Hauses, Majoratsherr und damit Fürst. Wegen seiner prachtvollen Hofhaltung, seiner Bauten und Gärten sowie vor allem seiner großen Kunstsammlungen ging er mit dem Epitheton Il Magnifico in die Geschichte ein.
1790 Geheimer Rat, 1802 Feldzeugmeisterleutnant dann Feldzeugmeister (Generalquartiermeister), 1803 Kapitän der Königlich Ungarischen Adeligen Leibgarde, 1808 Orden vom Goldenen Vlies, 1808 Ehrenmitglied der Wiener Akademie der Künste, 1804 Herr zu Edelstetten (gefürstete Grafschaft) und damit Reichsfürst mit Reichsstandschaft, 1828 Herr der Insel Mainau.
Zeitgenössische Quellen beschreiben ihn als charmant, gebildet, rastlos, fahrig und umtriebig.
Nikolaus II. förderte die Künste, ließ bauen, sammeln, komponieren, arrangieren und inszenieren, um damit seine Macht darzustellen. Die Kunst sollte dem Vertreter der Hocharistokratie der Habsburgermonarchie zur Unsterblichkeit verhelfen, als der Adel zwischen den Epochendaten 1789 und 1848 um seine Vormachtstellung in Staat und Gesellschaft kämpfte.

## Biografie

### Jugend und Erziehung (1765–1794)
Erbprinz (bis 1783 Graf) Nikolaus wurde am Hof seines Großvaters, Fürst Nikolaus I. Esterházy, ganz im Geiste des Ancien Régime erzogen. In Schloss Eszterház in Ungarn wurde der Knabe so mit der italienischen Oper und dem Werk des fürstlichen Kapellmeisters Joseph Haydn aber auch dem absolutistischen Prestigeverbrauch durch Kunst und Pomp vertraut gemacht.
Von 1779 bis 1782 besuchte Nikolaus zusammen mit seinem jüngeren Bruder Anton das Collegium Juricum in Eger/Erlau, wo sein Verwandter Graf Karl Eszterházy (1725–1782) Bischof war.
Am 15. September 1783 ehelichte er die liechtensteinische Prinzessin Maria Josepha Hermengilde, die Tochter des Fürsten Franz Josef I. von Liechtenstein und der Leopoldine, geb. Reichsgräfin von Sternberg.
Bereits am Tag nach der Hochzeit im kleinsten Familienkreis brach Nikolaus zusammen mit seinem Adjutanten Jean-Frederic-Antoine Dattily auf Grand Tour nach Italien auf, wo er bis April 1784 reiste. In Neapel hielt sich der junge Nikolaus hierbei lange bei seinem Vetter, dem kaiserlichen Botschafter Graf Anton Lamberg-Sprinzenstein (1740–1822) auf, der berühmter Kunstsammler und -kenner war und zum lebenslangen Mentor des späteren Fürsten wurde.
1786 trat Nikolaus seine militärische Ausbildung in Linz an, wurde 1790 als Gardeleutnant der Ungarischen Adeligen Leibgarde nach Wien versetzt.
1786 kam Erbprinz Paul Anton zur Welt, 1788 Prinzessin Leopoldine, spätere Gattin von Prinz Moritz von Liechtenstein. Erst 1799 wurde Prinz Nikolaus (genannt Nickerl, gest. 1833) geboren, der an einer geistigen Behinderung litt.

### Regentschaft über das Majorat (1794–1802)

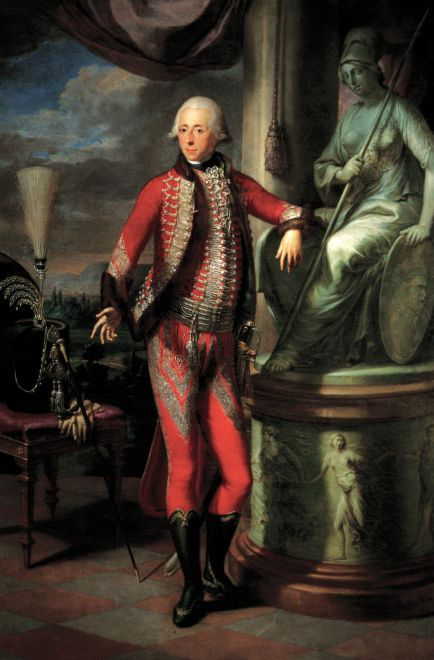
Nikolaus II. Fürst Esterházy (Ölgemälde von Martin Knoller, 1793)

Im Jahr 1794 übernahm Nikolaus von seinem Vater Anton (I.) die Majoratsherrschaft, den der damalige Erbprinz 1792 in dessen Funktion als Krönungsbotschafter auf die Wahl und Krönung von Erzherzog Franz zum römisch-deutschen König nach Frankfurt begleitet hatte. Mit gleichem Zeremoniell inszenierte daraufhin auch der neue Fürst Nikolaus II. 1794 seinen Majoratsantritt in Eisenstadt, der gleichzeitig seine Ernennung zum Obergespan von Ödenburg/Sopron war.
Nikolaus II. begann in der Folgezeit zahlreiche wirtschaftliche Experimente, ließ die Administration erneuern, beteiligte sich am Postwesen und begann sehr erfolgreich den Ausbau der Schafhaltung auf seinen oberungarischen Herrschaften. Die Schafwolle wurde in den kommenden Jahren zur Haupteinnahmequelle der Esterházy, die damals über 431.000 Hektar in 29 Herrschaften mit circa 360.000 Untertanen fast mit den Rechten souveräner Fürsten regierten. Nikolaus II. war einer der reichsten Männer Europas.
Von Dezember 1794 bis Juni 1795 begab sich Fürst Nikolaus abermals auf Italienreise, wo er in Rom und Neapel mit allen Größen des Geisteslebens zusammenkam: Sein Mentor Anton Lamberg-Sprinzenstein begleitete ihn, er war befreundet mit dem englischen Prinzen Augustus Frederick, Duke of Sussex, ließ seine Gattin und seine Geliebte von Angelika Kauffmann porträtieren und ließ sich vom Berliner Archäologen Aloys Hirt bei Kunstkäufen beraten. Ziel war es, eine Gemäldesammlung aufzubauen, wofür mit den damals in Italien gekauften Gemälden und Zeichnungen von Correggio, Andrea del Sarto, Anton Raphael Mengs, Jacob Philipp Hackert, Wilhelm Friedrich Gmelin und anderen der Grundstein gelegt wurde.
Besonders der Garten um das Palais des Fürsten auf der Wiener Landstraße (später Palais Arenberg) erlangte in dieser Zeit Berühmtheit, da Nikolaus bei den Gartenbauten des Landschaftsgartens mit frivolen Andeutungen bei der Ausgestaltung in Verruf kam. Die Bauten, Galerie und Anlagen waren Experimentierfläche des Fürsten für seine Umbaupläne in seiner Residenz Eisenstadt. Die Entwürfe zum Landstraßer Garten und seinen Bauten stammen vom französischen Architekten Jean-François Thomas de Thomon.

### Glanzzeit und die Eisenstädter Kulturlandschaft (1803–1813)

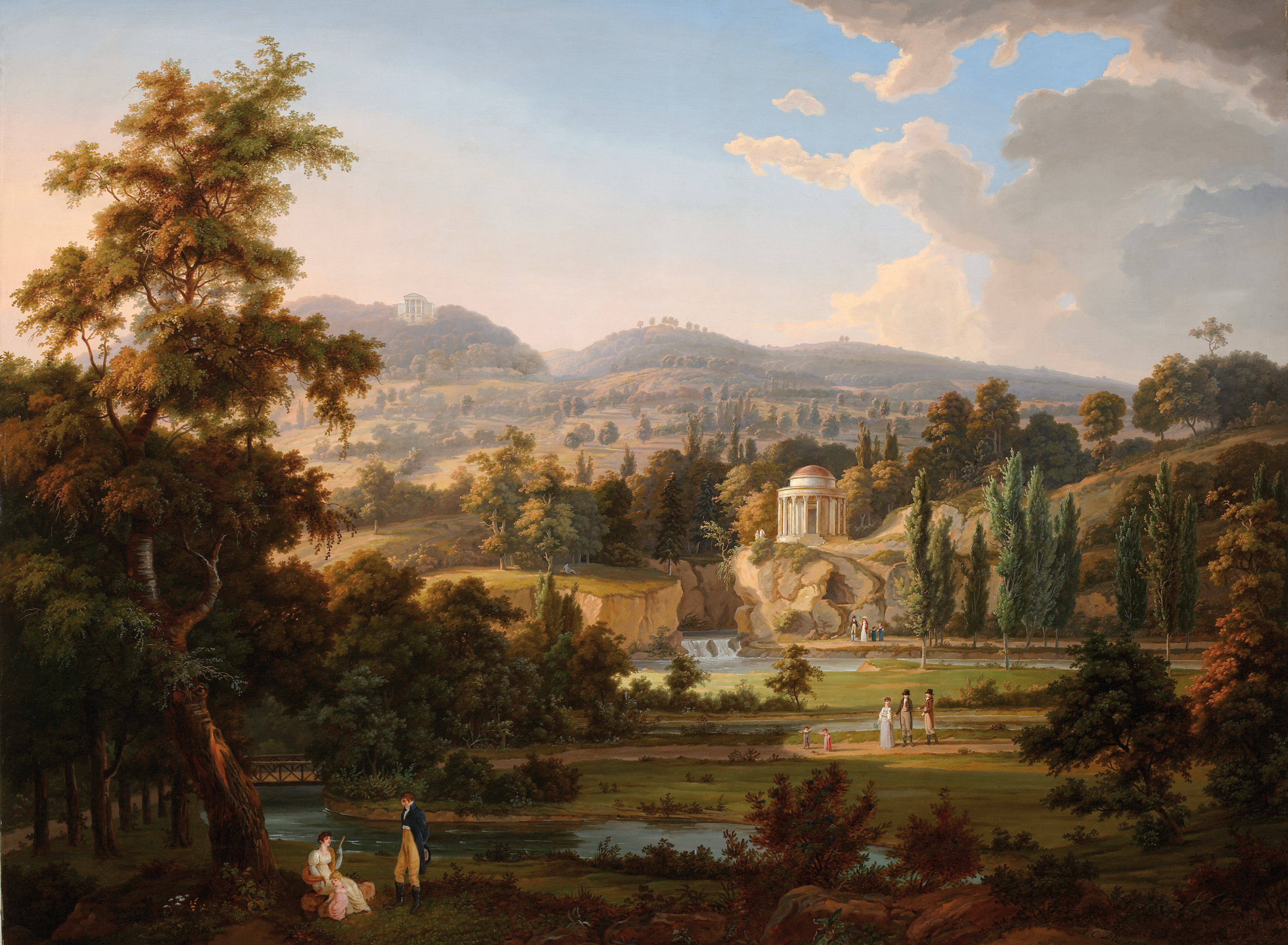
Ansicht des Eisenstädter Gartens (Ölgemälde von Albert Christoph Dies, 1808)

Mit den Erfahrungen einer großen Paris-London-Reise von Dezember 1802 bis August 1803 in Sachen Luxusartikeln, Architektur, Gartengestaltung, Technik und Kunst begann Fürst Nikolaus II. ab Herbst 1803 die Umgestaltung der Herrschaft Eisenstadt, dem Stammsitz der fürstlichen Familie: So veranlasste er den Umbau des Schlosses Esterházy in Eisenstadt im klassizistischen Stil, plante ein Opernhaus und eine Galerie für seine wachsenden Kunstsammlungen und ließ Gartenanlagen im Stile eines englischen Landschaftsgartens entstehen. Es wurden unter der Leitung des Architekten Charles de Moreau, den Nikolaus in Paris kennengelernt und abgeworben hatte, zahlreiche Gartenbauten, Jagdschlösser und Beamtenhäuser errichtet. Berühmt ist das Maschinenhaus im Eisenstädter Garten, worin die erste Dampfmaschine der Habsburger Monarchie aufgestellt wurde, die Nikolaus aus London mitbrachte und welche die Wasserspiele antreiben sollte. Es sollte eine riesige Kulturlandschaft mit Dörfern, Allee, Wäldern, Wiesen, Gärten und Schlössern entstehen, in der sich nützliche Landwirtschaft mit repräsentativer Machtdemonstration eines Fürsten verbanden.
Nikolaus entfaltete ein reiches Theater- und Opernleben an seinem Eisenstädter Hof, wofür der alte Joseph Haydn und Johann Nepomuk Hummel verantwortlich waren.
Der Fürst arbeitete mit seinen Experten am Ausbau der Bibliothek – unter den Kustoden György Gaál und Ludwig Wieland – kaufte ganze Sammlungen von Gemälden und Graphiken – unter dem Kustos Joseph Fischer, erweiterte die Gesteins- und Muschelsammlung. Die Kollektion von Kirchenmusikalien und die Pflanzensammlungen gehören zu den größten ihrer Art in der Habsburger Monarchie.
Als Theaterunternehmer beteiligte sich der Fürst an der Bespielung des Burgtheaters und des Theaters an der Wien, wohin er als Mitglied der Hoftheaterdirektion 1809 fast den berühmten August Wilhelm Iffland hätte verpflichten können. Vorübergehend förderte er auch Ludwig van Beethoven.
In der Zeit der Koalitionskriege wurde Esterházy zum wichtigen Finanzier von Truppen und stellte mit seiner landwirtschaftlichen Produktion und Schafhaltung in Ungarn eine wichtige Nachschubquelle für die kaiserliche Armee dar.
Der sich so prächtig inszenierende, glanzvolle und wirtschaftlich wichtige Fürst Nikolaus II. erreichte in dieser Zeit den Höhepunkt seiner Geltungsmacht, als Kaiser Franz I. die 1804 von Nikolaus aus dem Besitz von Fürst Charles de Ligne erworbene Herrschaft Edelstetten in Bayern zum Reichsfürstentum erhob. Wenngleich die Herrschaft Edelstetten nur klein war, eröffnete sie der fürstlichen Familie Esterházy dennoch den Weg in die unmittelbare Reichspolitik, da diese solcherart eine Stimme im Reichsfürstenrat des Heiligen Römischen Reiches erhielt.

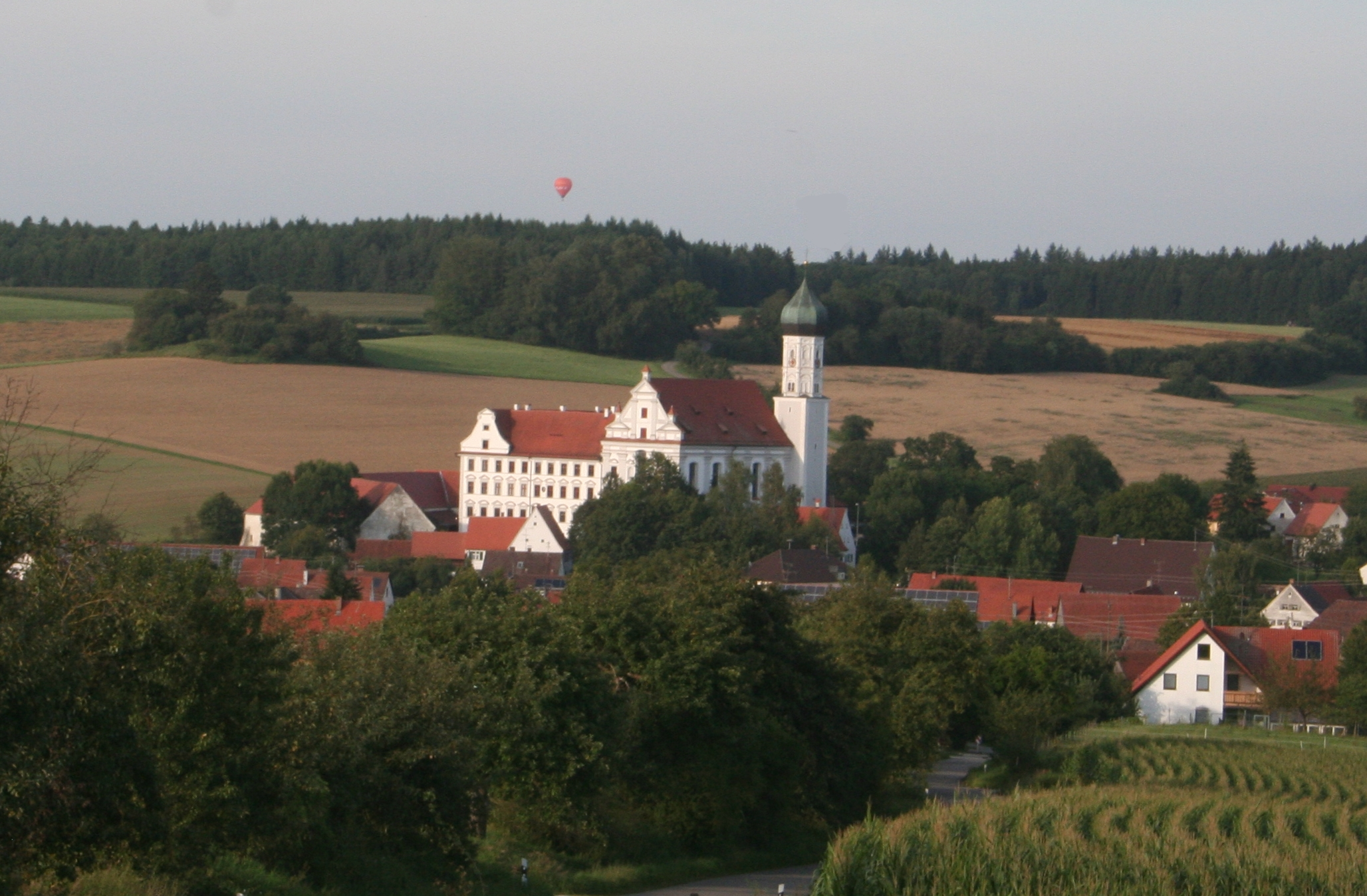
Blick auf Schloss Edelstetten

Doch löste sich das Heilige Römische Reich unter dem Druck Napoléon Bonapartes Schritt für Schritt auf (Reichsdeputationshauptschluss 1803). So proklamierte Franz II. sich am 11. August 1804 zum Kaiser von Österreich, also noch bevor Napoléon sich am 2. Dezember 1804 zum Kaiser der Franzosen krönte. 1806 legte Franz II. die Krone des Heiligen Römischen Reiches nieder und erklärte das Reich für beendet. Damit konnte Nikolaus II. seine neu erworbene Stimme auf der deutschen Reichsfürstenbank nie nutzen; es blieb der titularische Aufstieg der Fürsten Esterházy unter die regierenden Häuser Deutschlands (ab 1815 als mediatisierte Häuser bezeichnet).
Sich hartnäckig haltende Legende ist jedoch, dass Napoléon nach seinem Sieg über Österreich im Fünften Koalitionskrieg mit der Schlacht bei Wagram 1809 Nikolaus II. Esterházy die ungarische Königskrone angeboten haben soll. Die Legende zeugt jedoch von der Bedeutung des Fürsten um 1810, der sich in Paris ein Haus kaufte und sogar Luigi Cherubini die Stelle als Hofkapellmeister am Esterházyhof anbot. Cherubini komponierte die monumentale Messa solenne per il Principe Esterházy in D-moll, die er am 7. Oktober 1811 vollendete. Aufgrund finanzieller Probleme zog der Fürst sein Angebot später jedoch zurück.
Denn mit den Belastungen der Koalitionskriege für Österreich und der gewaltigen Hofhaltung wurden zunehmend auch die Majoratsfinanzen mit Mitleidenschaft gezogen. Nach der Hochzeit des Erbprinzen Paul Anton mit der Prinzessin Therese von Thurn und Taxis in Regensburg 1812 stand Esterházy kurz vor dem Konkurs. Als daraufhin alle Bauprojekte gestoppt und der Hofstaat drastisch beschnitten werden musste, floh Nikolaus II. im April 1813 nach Nizza und später Rom, um der Schmach zu entgehen.

### Rückzug und Gründung des Mariahilfer Museums (1814–1824)

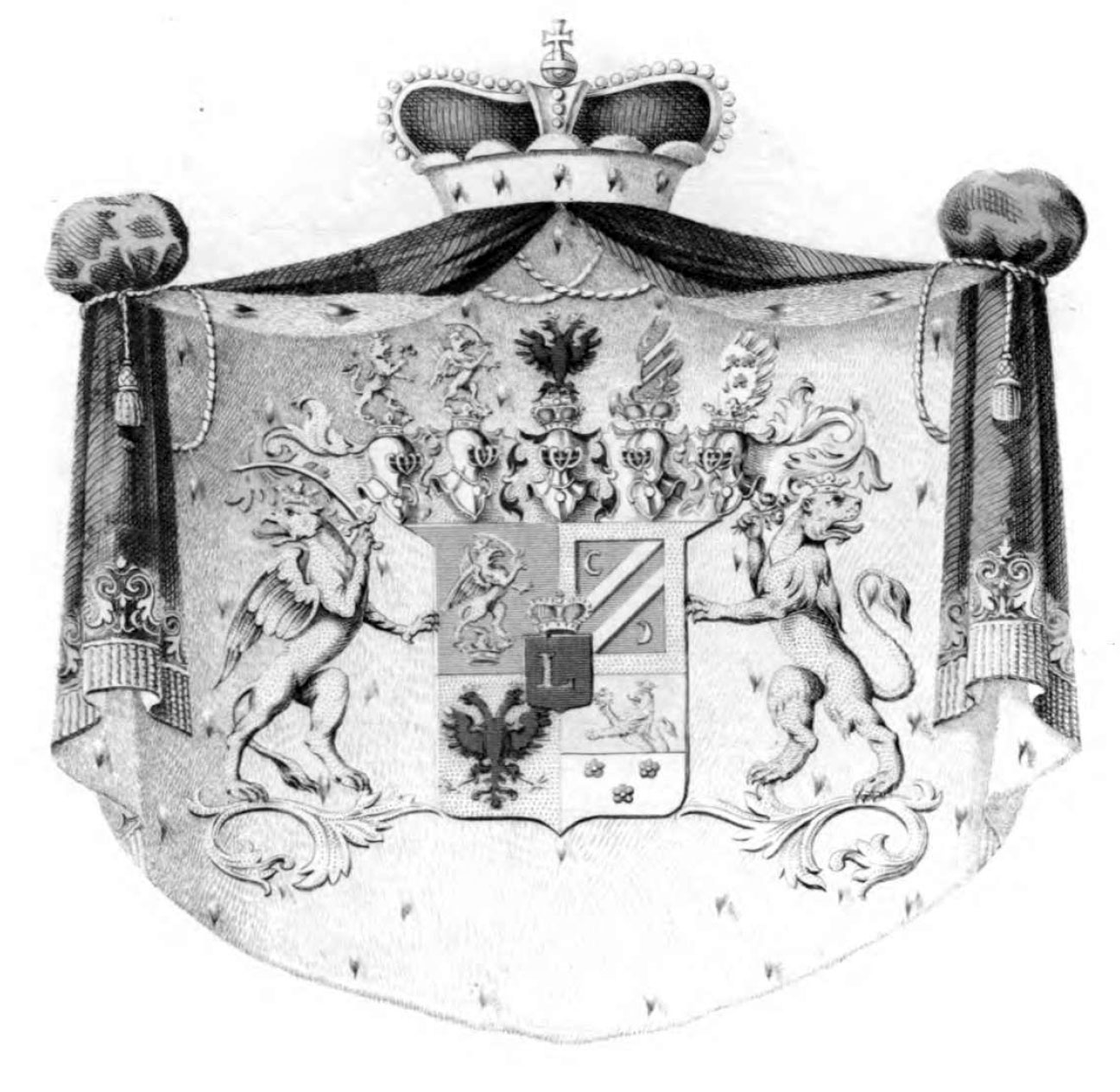
Fürstliches Wappen, 1803

Als Napoléon I. im Frühjahr 1814 gestürzt worden war, bereitete man sich in Wien auf das Eintreffen der höchsten Diplomaten und den europäischen Hochadel vor, die alle dem politischen und gesellschaftlichen Ereignis des Wiener Kongresses beiwohnen wollten. Fürst Nikolaus II. blieb diesem Jahrhundertereignis der Erneuerung der adeligen Macht in Europa fern: Er kurierte sich in Nervi bei Genua von Depressionen und Erschöpfung aus und reiste mit seiner Geliebten, der Französin Marie Louise Plaideux, durch Europa. Wieder begann er hier Kunst zu kaufen und zu bestellen, so sind zahlreiche Aufträge an die Bildhauer Bertel Thorvaldsen, Rudolf Schadow, Pietro Tenerani und Adamo Tadolini bekannt.
Mit dieser äußerst modernen und wichtigen Sammlung zeitgenössischer Skulpturen richtete Fürst Nikolaus II. ab 1817 in seinem neu erworbenen Gartenpalais in Mariahilf (dem vormaligen Palais Kaunitz) ein Museum seiner Kunstschätze ein. Es entstand ein Anbau für das sog. Museum, die Skulpturensammlung. Im Gartenpalais wurden die Gemälde, Graphiken, Bücher und Gesteinsammlungen aufgestellt und für die Öffentlichkeit geöffnet.
Nikolaus hatte sich mit dem Wiener Kongress zwar komplett aus der Öffentlichkeit zurückgezogen und verbrachte meist die Winter auf Reisen in Italien oder seinem 1817 erworbenen Palazzo in Neapel, doch ließ ihn das sog. Mariahilfer Museum für die Öffentlichkeit als liberalen Mäzen erscheinen.
Spektakulär war 1820/21 der Kauf der berühmten Sammlung Burke, die mit ihrem spanischen Barockmalern, die Esterházy-Galerie um Werke von Murillo, el Greco und Francisco de Goya bereicherte, was eine kunsthistorische Sensation war und vom Qualitätsgespür der Berater des Fürsten zeugte.
1821 beeindruckte Nikolaus II. ein letztes Mal die europäischen Öffentlichkeit, als er als Krönungsbotschafter auf die Krönung von George IV. (mit dem er befreundet war) nach London geschickt wurde. Der Fürst trug die legendäre Brilliantenuniform der Familie – Sir Walter Scott schrieb: “… he glimmered like a galaxy!” Die Juwelen wurden 1867 bei Christie’s in London versteigert und gelangten so an Charles Lewis Tiffany, der mit ihnen „Tiffany und Co“ begründete.

### Flucht auf die Insel Mainau (1825–1833)

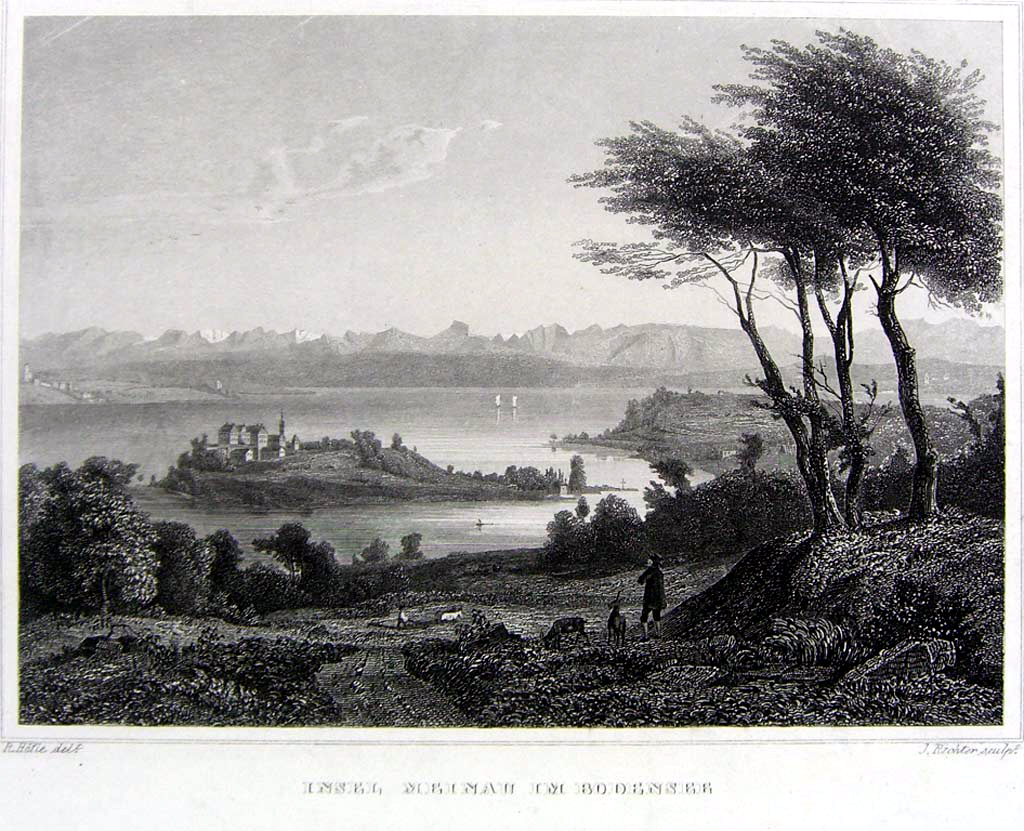
Insel Mainau im Bodensee (Stahlstich, um 1860)

Da sich der selbstbewusste Nikolaus als Mitglied des ungarischen Landtages zu oft mit seinem Souverän Kaiser bzw. König Franz angelegt hatte, die Schuldenlast des Majorats immer erdrückender wurde und das gesellschaftliche Ansehen des Fürsten wegen seiner Dauerbeziehung zu Marie Louise Plaideux stark gelitten hatte, zog sich der Fürst weiter ins Privatleben abseits von Wien und Eisenstadt zurück.
Hierfür erwarb er die Herrschaften Pfannberg in der Steiermark (1818), die Herrschaft Jeutendorf und die Herrschaft Ardagger in Niederösterreich (1830) und Gailingen nahe dem Bodensee (1834). Diese sollten zudem der Versorgung seiner unehelichen Kinder dienen. Bereits 1827 hatte Nikolaus II. von Großherzog Ludwig I. von Baden die Insel Mainau im Bodensee erworben, die er als häufigen Wohnsitz nutzte. Mit exotischen Pflanzen aus den Eisenstädter Pflanzensammlungen ließ der Fürst hier Gärten anlegen und begründete damit den Ruf des heute als Blumeninsel bekannten Eilandes. Der Plaideux wurde mit den beiden Töchtern und dem gemeinsamen Sohn 1828 der Freiherrentitel von Mainau gekauft.
Im gleichen Jahr war das Majorat auch aufgrund dieser großen Anschaffungen, von Misswirtschaft und zunehmender Unberechenbarkeit des Fürsten in Wirtschaftsdingen zahlungsunfähig. Zum Schluss blieb dem ewig getriebenen und unruhig herumreisenden Fürsten nur eine kleine Apanage, da das Majorat seit 1832 durch einen Sequestor zwangsverwaltet werden musste, um seinen Konkurs zu verhindern.

### Tod und Nachfolge
Fürst Nikolaus II. starb kurz vor seinem achtundsechzigsten Geburtstag am 25. November 1833 auf dem Weg nach Italien in Como. 
Kurz darauf wurde er in der Familiengruft im Franziskanerkloster Eisenstadt beigesetzt. Der Sarkophag des Fürsten befindet sich heute im Mittelschiff jener neogotischen dreischiffigen Pfeilerhalle, welche 1856 bis 1857 durch Franz Storno in der Gruft errichtet wurde. Der ähnlich einem Altartisch unmittelbar an die Ostwand angebaute – und wohl nach einem Entwurf von Charles de Moreau gefertigte – Sarkophag trägt einer halbkreisförmige Inschrifttafel aus rotem Marmor; die Grabinschrift ist eingehauen, vergoldet und vom Esterházy'schen Fürstenwappen überhöht. An der Wand oberhalb des Sarkophags hängt, von hohen Maßwerkfenstern flankiert, ein Kruzifix mit lebensgroßem Korpus. An Fürst Nikolaus II. und seine Gemahlin Maria Hermengilde von Liechtenstein († 1845) erinnert ferner ein Gedenkstein in Form einer querrechteckigen Rotmarmorplatte mit eingehauener, vergoldeter Inschrift und einem runden Bronzerelief, welcher kurz nach dem Tod der Fürstin in der Gruft aufgestellt wurde.
Nachfolger als Majoratsherr wurde sein Sohn Paul III. Anton.

## Nachwirken
Die Sammlungen wurden nach seinem Tode großteils verkauft, versteigert und gerieten in Vergessenheit. Die bedeutende Gemälde- und Graphiksammlung wurde ab 1865 in der neuen Ungarischen Akademie der Wissenschaften ausgestellt und 1871 von der Familie dem ungarischen Staat übereignet. Sie ist heute Hauptbestandteil des Budapester Museums der Schönen Künste.
Im Jahr 1862 wurde in Wien-Mariahilf (6. Bezirk) die Esterházygasse nach Nikolaus II. Esterházy benannt. Da er ab 1823 Besitzer des Waldsteingartens im Wiener Prater war, hieß die heutige Waldsteingartenstraße im 2. Bezirk Leopoldstadt bis 1908 Esterházystraße.